# 横手市民歌
「横手市民歌」（よこてしみんか）は、秋田県横手市が制定した市民歌。以下の2代が存在する。
1. 1951年（昭和26年）4月1日制定。作詞・佐々昌二、作曲・万城目正[2][3]
2. 2010年（平成22年）10月1日制定。作詞・安倍幸一、作曲・泉谷閑示[1]

現在の市民歌は2.である。

## 解説
現行の「横手市民歌」は、2005年（平成18年）10月1日に（旧）横手市と平鹿郡の5町2村が新設合併をして成立した横手市が、合併5周年を記念し2010年（平成22年）10月1日に制定したものである。合併の際、横手平鹿合併協議会では合併後の慣行の取り扱いについて「新市において公募等により定めるものとする」との協定項目があり、それに基づいて制定された。
合併前の（旧）横手市における「横手市民歌」は、市制施行を記念して1951年（昭和26年）4月1日に制定された。市による公募から選定し、同年3月10日に入賞作品が決定、市制施行と同時に制定された。
合併前の各自治体で市町村歌を制定していたのは、横手市のほか平鹿町、雄物川町、大森町、十文字町、大雄村が、秋田魁新報社編『ふるさとは歌われているか』にて確認できる。この他、山内村も村民歌を制定していたことが『山内村史 上巻』にて確認できる。これらの歌に対して、合併協議会における継承などに関する確認や協定は無い。
6町村歌の一覧は以下の通り。（旧横手市については記事冒頭に記載の通り。）
- 平鹿町民歌（作詞・村田誠一、作曲・鶴岡雅義）[7]
- 雄物川町民歌（作詞・紅川草一、作曲・湯山昭）[8]
- 大森町民歌（作詞・木沢長太郎、作曲・菅原良吉）[9]
- 十文字町民歌（作詞・弾正光之助、作曲・大山会三郎）[10]
- 大雄村民歌（作詞・小棚木吉治郎、作曲・鈴木武五郎）[11]
- 山内村民歌（作詞・東谷与一、作曲・さとう宗幸、編曲・矢野立美）

2019年秋、大雄村民歌作詞者の息子に当たる人物により歌碑が寄贈され、市役所大雄地域局前に設置された。

### 作成経緯
市町村合併によって（現）横手市が発足した2005年当時、市の花・木・鳥や市民歌は制定されていなかった。先述した通り、合併協議会ではこれらのシンボルは合併後に制定することと決定しており、合併と同時に制定されることはなかった。
2009年（平成21年）8月、全国に歌詞の公募を行う前に、市民を対象に歌詞に用いるフレーズの公募を開始。その後、市民12名により構成される横手市民歌制定検討委員会が招集された。応募があったフレーズを選定し、数点を募集要項に盛り込んだ上、同年12月より歌詞の公募を開始した。公募は、市報やチラシ、インターネット、公募専門誌などを通して全国に向けて行われた。230点の応募があり、計4回の選考会を重ねた上で、同市十文字町に在住する安倍幸一の作品に決定した。作曲は、同市の十文字中学校校歌の作詞・作曲も手掛けていた泉谷閑示に依頼し、完成した。
合併から5年を迎える2010年10月1日付で横手市民歌が制定、翌日の10月2日に横手市民会館にて開催された合併5周年記念式典にて初めて披露された。市民歌は、横手南小学校と雄物川北小学校（現・雄物川小学校）の合唱部による合同合唱と、横手平鹿合唱連盟の有志によって披露された後、横手吹奏楽団の演奏に合わせ、会場にいる小学生・合唱連盟も含めた参加者全員で大合唱が行われた。

### 普及活動
制定された市民歌は、市立小・中学校の入学式や卒業式、市の市制施行記念式典、各種市内のイベントなどで歌われている。
2016年11月、市内の中学校生徒による模擬議会「Y8（ワイエイト）サミット」にて、議員として出席した十文字中学校の生徒が「横手市民歌フォトコンテスト」の実施を提案した。これは、市内で撮影された四季折々の写真を市民歌とともに載せた映像を作成するというもので、写真はフォトコンテストとして市が募集した。完成した動画は市の公式YouTubeチャンネルに投稿されている。